# André Ramalho
André Ramalho Silva (Ibiúna, 16 de fevereiro de 1992) é um futebolista brasileiro que atua como zagueiro. Atualmente joga pelo Corinthians.

## Carreira

### Início
André começou sua Base jogando no São Paulo em 2004. No clube, dividiu o alojamento em Cotia com Casemiro. Ele começou sua carreira como meio-campista, mas foi recuando as posições e chegou a jogar como lateral-direito e zagueiro em sua estadia no time paulista.
Após o clube encerrar sua Categoria de Base, em 2007, André rumou ao Palmeiras. Contudo, apesar de ter sido aceito inicialmente, ficou apenas treinando com o Verdão, e não jogou nenhuma partida. Partindo para um time mais próximo de sua cidade, ele conseguiu espaço no Red Bull Brasil. Lá, ele jogou a Copinha e chamou a atenção da matriz do clube austríaco. Quando foi contratado, Ramalho fora um dos primeiros atletas a fazer a troca entre um o Red Bull Brasil e o Red Bull Salzburg.

### Red Bull Salzburg Juniors
O jogador teve passagem pelos juniores do Red Bull Salzburg e logo se firmou na equipe durante a temporada de 2010-11, onde sagrou-se campeão da quarta divisão nacional. Sua participação regular na equipe fez com que a diretoria do Red Bull Salzburg buscasse desenvolver o atleta em outras equipes austríacas, aquelas que eram próprios para o desenvolvimento de jovens talentos, e André foi emprestado na temporada seguinte para conquistar mais oportunidades contra equipes do quarto escalão austríaco.

### USK Anif
No Anif, o jogador conquistou a titularidade muito rápido, e esteve frequentemente no time titular durante a segunda metade da temporada, já que foi contratado no início de 2012 por empréstimo.

### Liefering
Pelo Liefering, o jogador jogou mais vezes, agora tendo a oportunidade de estar com o clube pela temporada completa por empréstimo. Na equipe, o brasileiro atuou por posições diferentes da de zagueiro, lá, o jovem desenvolveu sua posição de volante.
Na equipe, o brasileiro sagrou-se campeão da terceira divisão ao final da temporada 2012–13 Ele teve uma participação direta nessa conquista, já que conseguiu fazer um gol em uma das partidas de play-offs do acesso. O título foi importantíssimo para permanência de André em Salzburgo. Pois foi somente com o acesso à segunda divisão que o seu contrato com o clube da Red Bull foi renovado por mais duas épocas.

### Red Bull Salzburg
Pelo time principal do Red Bull Salzburg, após passar pelos times mantidos pela equipe para o desenvolvimento de novos talentos, o jogador retornou de forma definitiva, assumindo a posição de zagueiro titular da equipe. Na equipe, o brasileiro ganhou 4 títulos em 99 jogos, sendo 2 vezes o Campeonato Austríaco e mais 2 vezes a Copa da Áustria.
| “                                                 | Foi uma época de ouro da minha vida. A torcida ia a alguns jogos de peruca por causa do meu cabelo ser comprido e enrolado, que nem faziam com David Luiz e Anderson Varejão. | ” |
| — André, sobre o apreço da torcida local com ele. | |   |

### Bayer Leverkusen
Após seu destaque no futebol austríaco, André Ramalho foi contratado pelo Bayer Leverkusen em janeiro de 2015 (no final da temporada 2014–15), mas só chegou na equipe durante a temporada 2015-16. André teve passagem discreta pela Bundesliga, conseguindo se firmar no time apenas durante o final da temporada, onde alternava entre jogos de zagueiro e de volante.

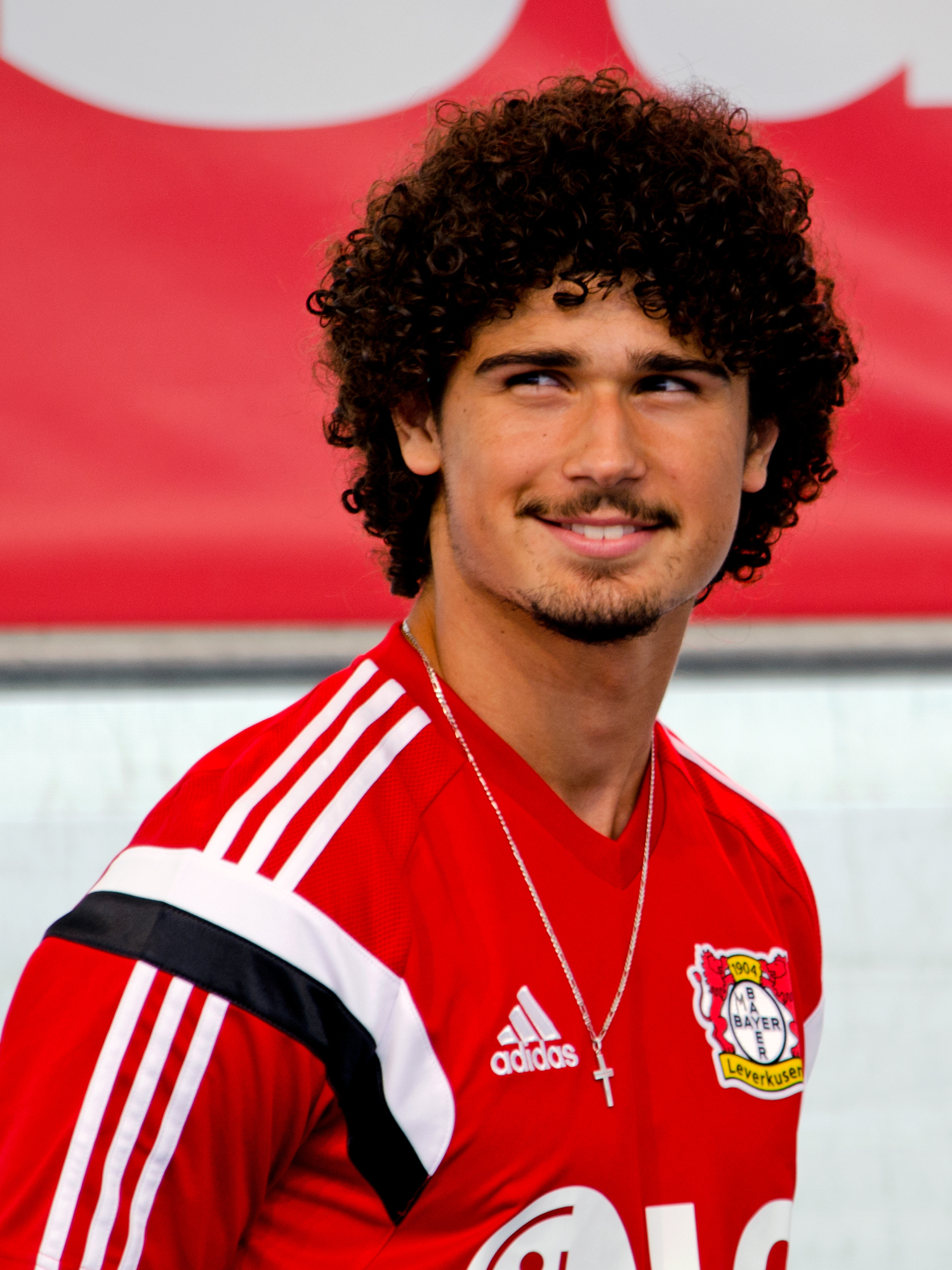
André pelo Bayer.

| “                                                              | Nos primeiros seis meses não joguei tanto porque não estava ainda tão bem adaptado. Na parte final a temporada eu joguei mais. Atuei na melhor sequência do time nos últimos oito jogos quando ganhamos vaga para a Champions League. Queria mais espaço. Fiz um ótima pré-temporada e tinha muitas opções. Eu coloquei como meta fazer mais jogos agora. Eu sei que teria oportunidades com o treinador, mas precisava estar todo jogo em campo. | ” |
| — André, sobre sua escolha de sair do time após uma temporada. | |   |

### Mainz 05
Em agosto de 2016, o Mainz 05 anuncia que o jogador chega por empréstimo para compor o elenco até o final da temporada. No time, André atuou com frequência assim que pode se recuperar de uma lesão, mas não conseguiu atrair o interesse da equipe para contratá-lo para temporada seguinte após 20 jogos.

### Retorno ao Red Bull Salzburg

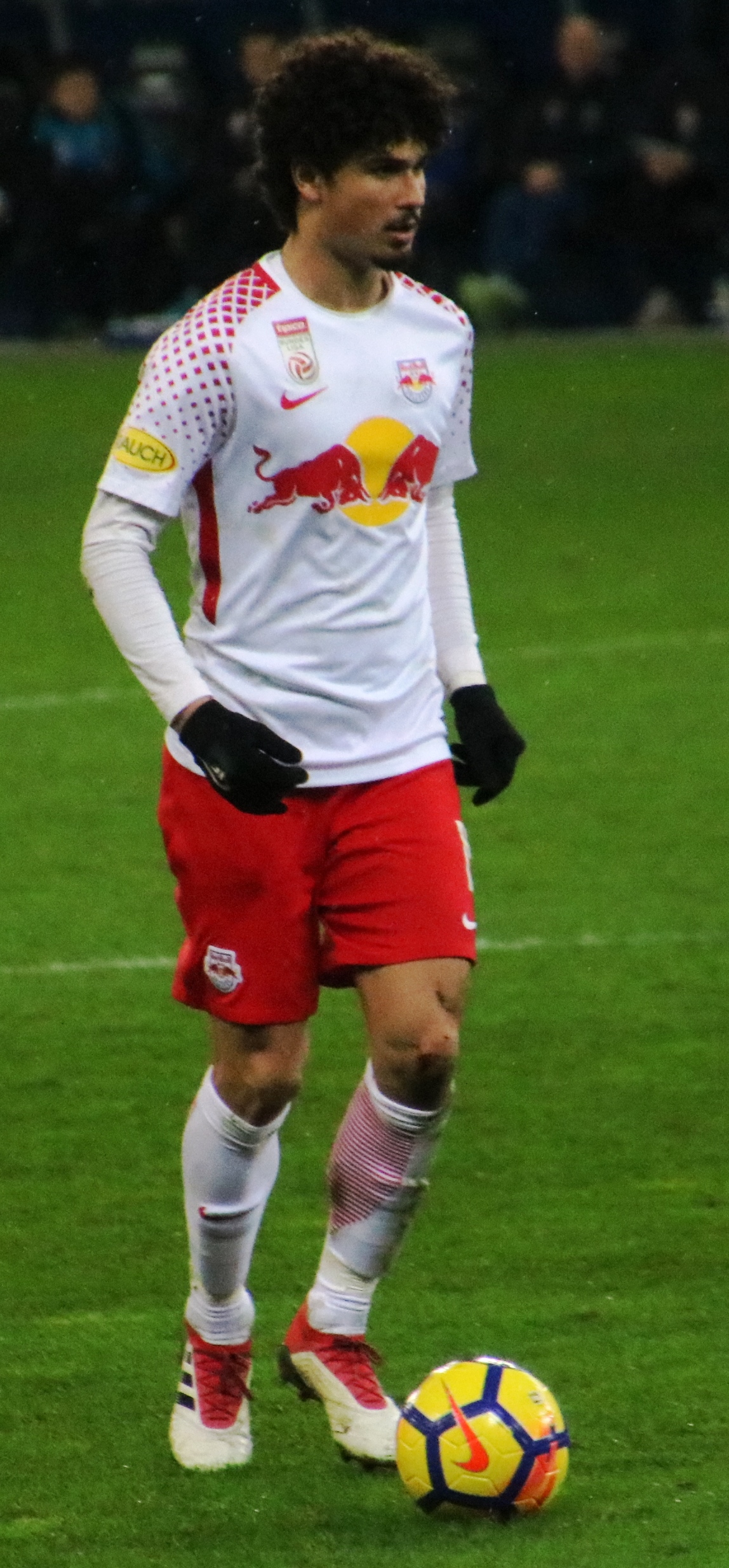
André pelo Salzburg, em 2018.

Após 2 temporadas na Alemanha, o brasileiro retornou ao Red Bull Salzburg em dezembro de 2017, após não conseguir se firmar no time do Bayer. Em seu retorno, o atleta conseguiu estar presente na surpreendente campanha semifinalista do time austríaco na Liga Europa da UEFA.
| “ | Foi uma pena não termos sido finalistas da Liga Europa. Merecíamos mais. Houve um erro de arbitragem, fato, mas acho que poderíamos ter defendido melhor. Ficamos tristes, claro, mas não discutimos essa questão de arbitragem. O ser humano erra, faz parte. Não foi proposital. | ” |
| — André, sobre o erro de arbitragem que ocasionou um escanteio que deu o gol ao Olympique de Marseille. | |   |

Nessa partida, o clube perdeu o jogo, pois o juiz assinalou um escanteio para o time francês, mas a bola não havia batido em um jogador do time austríaco antes de ir para o fim das limitações do campo. Após isso, Dimitri Payet cobrou o escanteio que culminou em um gol do zagueiro Rolando Jorge que garantiu o Marselha na final daquela competição.

No time, o jogador garantiu de vez o seu status de ídolo. Pela equipe Austríaca, o brasileiro conquistou mais 3 vezes o Campeonato Austríaco, além de 4 títulos da Copa da Áustria, tendo 11 títulos no país levando em conta suas duas passagens. Na equipe da Red Bull, o jogador também ajudou a fazer com que a equipe tivesse sua estreia na Liga dos Campeões da UEFA em 2019, onde reencontrou seu antigo colega de equipe: Sadio Mané.
| “ | Vai ser um oportunidade legal para revê-lo. É um excelente jogador e uma pessoa fantástica. Vai ser interesse esse duelo. Ele gosta muito de brasileiros mesmo. [...] Uma vez a gente contou para ele o que significava a palavra 'mané' em português e ele deu muita risada e falou assim: 'Eu não sou mané!'. Era uma figura. Eu acho até que o Alan mostrou a música para ele. | ” |
| — André Ramalho sobre Sadio Mané. A música em questão é "Malandro é Malandro e Mané é Mané" do cantor brasileiro Bezerra da Silva. | |   |

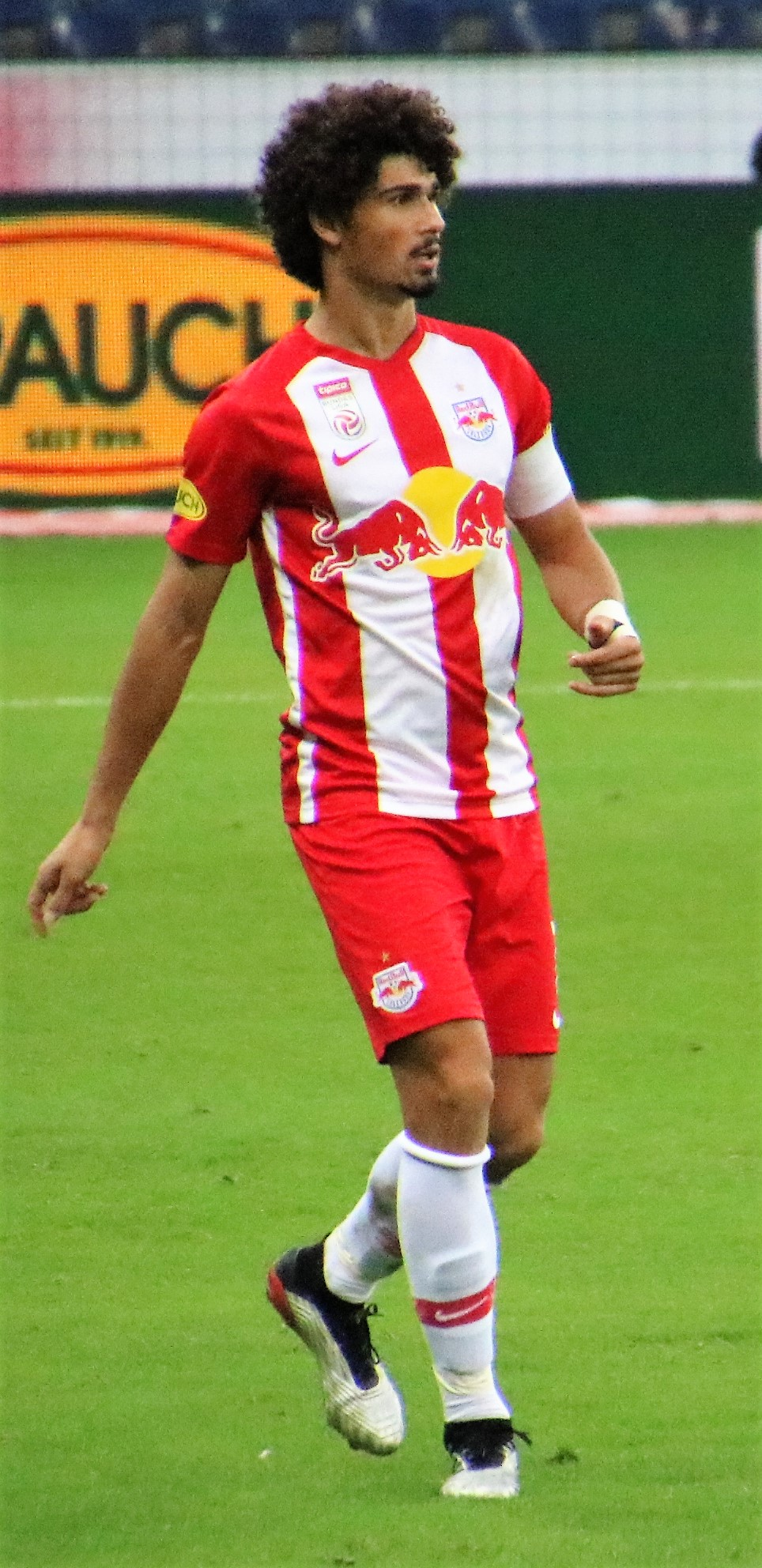
Na sua segunda passagem, André teve a honra de ser o capitão do clube em algumas oportunidades.

No time, além de Mané, André dividiu o elenco com outros grandes jogadores como Naby Keïta, Dominik Szoboszlai e Erling Haaland.
| “                                                                | O que mais me impressionou no Haaland foi como aconteceu a evolução dele. Nos primeiros seis meses não jogou, mas mostrou que tinha potencial nos treinamentos. É difícil prever que tudo iria se dar de uma forma rápida. O Mané também não chegou pronto. O primeiro ano dele foi ok, mas no segundo explodiu, pois ele era muito leve e você via que chegaria muito longe. O Szoboszlai também precisou de um período para se adaptar, mas depois foi impressionante. | ” |
| — André, sobre a evolução de jovens jogadores no time austríaco. | |   |

Ramalho concluiu sua passagem pelo Red Bull Salzburg ao final da temporada 2020-21, tendo feito algumas partidas como capitão da equipe durante sua campanha desde a volta. André marcou época no time, sendo um dos 10 jogadores estrangeiros com mais jogos pelos Touros.

### PSV Eindhoven
Em 2021, aos 29 anos, André foi contratado pelo PSV Eindhoven após mais de 200 jogos do zagueiro com a equipe austríaca. Na equipe, André iria dividir vestiário com outro defensor brasileiro que também fizera boa parte de sua formação profissional de carreira na Europa, bem como também havia mudado de posição ao longo dos anos, Mauro Júnior. Ramalho assinou contrato até junho de 2024.
| “                                     | A partir de agora, parto para um novo desafio. Estou muito feliz e motivado em defender um dos maiores clubes, não só da Holanda, mas de toda a Europa. O PSV possui uma história lindíssima e espero, assim como fiz na Áustria, escrever o meu nome aqui também, com boas atuações e a conquista de títulos. Antes de tudo, gostaria de agradecer a todos os funcionários, companheiros e membros das comissões técnicas que trabalharam comigo ao longo desses anos no Red Bull Salzburg. Também não poderia deixar de enaltecer a nossa fanática torcida, que sempre me tratou com muito carinho. Fui muito feliz vestindo essa camisa. Saio extremamente orgulhoso e com o sentimento de dever cumprido. Não só pelos 11 títulos conquistados e as inúmeras marcas individuais alcançadas, mas pelas grandes amizades que fiz e por tudo que vivi na Áustria. Podem ter certeza de que eu jamais esquecerei essa experiência. | ” |
| — André Ramalho, sobre chegar no PSV. | |   |

No clube de Eindhoven, André sofreu uma lesão ao final de sua primeira temporada com a equipe, mas recuperou a tempo de conseguir começar a temporada seguinte. O brasileiro, que vinha ganhando espaço como um dos capitães da equipe, conseguiu conquistar 3 Supercopa dos Países Baixos em sequência, além do bicampeonato da Copa dos Países Baixos. Ramalho também conseguiu levar o PSV a uma Liga dos Campeões após 7 temporadas de ausência.
Durante a temporada de 2023–24, o PSV fazia uma ótima campanha na Eredivisie. O clube liderava o campeonato com folga e não havia sofrido nenhuma derrota por mais de um turno inteiro. Contudo, em paralelo ao bom momento do time, estava ocorrendo uma incerteza em relação a renovação com o zagueiro. Ibrahim Afellay, ex-atleta do clube, havia o criticado publicamente alegando que suas atuações na Liga dos Campeões não eram boas o suficiente. Futuramente, o diretor esportivo da equipe, Earnie Stewart, comunicou que não havia planos de prorrogar o contrato do brasileiro que se encerraria ao final da época.
Como não estava nos planos da diretoria, o jogador afirmou em entrevista que voltar ao Brasil era uma hipótese mais forte agora do que em outros tempos. André terminou sua passagem pelo PSV com todos os títulos nacionais conquistados, somando seis troféus em sua passagem de 128 jogos com 6 tentos feitos.

### Corinthians
Em 16 de julho de 2024, foi anunciado pelo Corinthians, seu primeiro clube brasileiro como profissional, até o fim de 2026. Sua apresentação oficial aconteceu em 18 de julho de 2024, no CT Joaquim Grava. Estreou no dia 21 de julho de 2024, na vitória por 1-0 contra o Bahia, na Arena Fonte Nova, pelo Campeonato Brasileiro 2024. Marcou seu primeiro gol com a camisa do Corinthians no dia 11 de setembro de 2024, na vitória por 3-1 contra o Juventude, na Neo Química Arena, válido pelas quartas de final da Copa do Brasil 2024. O gol, que foi decisivo, foi marcado aos 51 minutos do segundo tempo, classificando o time para as semifinais da Copa. Em 27 de março de 2025, sagrou-se campeão do Campeonato Paulista 2025 após o empate contra o Palmeiras por 0x0, porém o jogo de ida o Corinthians venceu por 1-0.

## Vida Pessoal
André sabe falar três idiomas: português, inglês e alemão. Aprendeu inglês antes mesmo de chegar na Europa, pois havia feito um curso de idiomas em sua adolescência. O alemão ele conseguiu aprender em seu tempo na Áustria, pois o clube ofereceu um professor ao jogador na primeira temporada dele no time. André Ramalho é casado e pai de dois filhos.

## Estatísticas

### Clubes
Atualizadas até 11 de agosto de 2025.
| Clube             | Temporada         | Campeonato nacional | Campeonato nacional | Campeonato nacional | Copa nacional[a] | Copa nacional[a] | Copa nacional[a] | Competições continentais[b] | Competições continentais[b] | Competições continentais[b] | Outros torneios[c] | Outros torneios[c] | Outros torneios[c] | Total | Total | Total   |
| Clube             | Temporada         | Jogos               | Gols                | Assist.             | Jogos            | Gols             | Assist.          | Jogos                       | Gols                        | Assist.                     | Jogos              | Gols               | Assist.            | Jogos | Gols  | Assist. |
| ----------------- | ----------------- | ------------------- | ------------------- | ------------------- | ---------------- | ---------------- | ---------------- | --------------------------- | --------------------------- | --------------------------- | ------------------ | ------------------ | ------------------ | ----- | ----- | ------- |
| Red Bull Salzburg | 2011–12           | —                   | —                   | —                   | 2                | 0                | 0                | —                           | —                           | —                           | —                  | —                  | —                  | 2     | 0     | 0       |
| Red Bull Salzburg | 2013–14           | 33                  | 5                   | 1                   | 6                | 1                | 0                | 15                          | 1                           | 0                           | —                  | —                  | —                  | 54    | 7     | 1       |
| Red Bull Salzburg | 2014–15           | 31                  | 1                   | 0                   | 5                | 0                | 0                | 11                          | 1                           | 1                           | —                  | —                  | —                  | 47    | 2     | 1       |
| Red Bull Salzburg | 2017–18           | 8                   | 2                   | 0                   | 2                | 0                | 0                | 8                           | 0                           | 1                           | —                  | —                  | —                  | 18    | 2     | 1       |
| Red Bull Salzburg | 2018–19           | 27                  | 1                   | 3                   | 5                | 0                | 0                | 13                          | 0                           | 1                           | —                  | —                  | —                  | 45    | 1     | 4       |
| Red Bull Salzburg | 2019–20           | 26                  | 6                   | 0                   | 6                | 0                | 1                | 3                           | 0                           | 0                           | —                  | —                  | —                  | 35    | 6     | 1       |
| Red Bull Salzburg | 2020–21           | 28                  | 1                   | 2                   | 6                | 1                | 0                | 9                           | 0                           | 1                           | —                  | —                  | —                  | 43    | 2     | 3       |
| Red Bull Salzburg | Total             | 153                 | 16                  | 6                   | 32               | 2                | 1                | 59                          | 2                           | 4                           | —                  | —                  | —                  | 244   | 20    | 11      |
| Liefering         | 2012–13           | 21                  | 3                   | 2                   | —                | —                | —                | —                           | —                           | —                           | —                  | —                  | —                  | 21    | 3     | 2       |
| Liefering         | Total             | 21                  | 3                   | 2                   | —                | —                | —                | —                           | —                           | —                           | —                  | —                  | —                  | 21    | 3     | 2       |
| Bayer Leverkusen  | 2015–16           | 19                  | 0                   | 0                   | 2                | 0                | 0                | 4                           | 0                           | 1                           | —                  | —                  | —                  | 25    | 0     | 1       |
| Bayer Leverkusen  | Total             | 19                  | 0                   | 0                   | 2                | 0                | 0                | 4                           | 0                           | 1                           | —                  | —                  | —                  | 25    | 0     | 1       |
| Mainz             | 2016–17           | 18                  | 0                   | 0                   | —                | —                | —                | 2                           | 0                           | 0                           | —                  | —                  | —                  | 20    | 0     | 0       |
| Mainz             | Total             | 18                  | 0                   | 0                   | —                | —                | —                | 2                           | 0                           | 0                           | —                  | —                  | —                  | 20    | 0     | 0       |
| PSV               | 2021–22           | 20                  | 3                   | 2                   | 2                | 0                | 0                | 14                          | 0                           | 1                           | 1                  | 0                  | 0                  | 37    | 3     | 3       |
| PSV               | 2022–23           | 28                  | 0                   | 0                   | 5                | 0                | 1                | 11                          | 0                           | 0                           | 1                  | 0                  | 0                  | 45    | 0     | 1       |
| PSV               | 2023–24           | 33                  | 3                   | 1                   | 2                | 0                | 0                | 10                          | 0                           | 0                           | 1                  | 0                  | 0                  | 46    | 3     | 1       |
| PSV               | Total             | 81                  | 6                   | 3                   | 9                | 0                | 1                | 35                          | 0                           | 1                           | 3                  | 0                  | 0                  | 128   | 6     | 5       |
| Corinthians       | 2024              | 18                  | 0                   | 1                   | 6                | 1                | 0                | 5                           | 0                           | 0                           | —                  | —                  | —                  | 29    | 1     | 1       |
| Corinthians       | 2025              | 13                  | 0                   | 0                   | 4                | 0                | 0                | 8                           | 0                           | 0                           | 6                  | 0                  | 0                  | 31    | 0     | 0       |
| Corinthians       | Total             | 31                  | 0                   | 1                   | 10               | 1                | 0                | 13                          | 0                           | 0                           | 6                  | 0                  | 0                  | 60    | 1     | 1       |
| Total na carreira | Total na carreira | 323                 | 25                  | 12                  | 53               | 3                | 2                | 113                         | 2                           | 6                           | 9                  | 0                  | 0                  | 498   | 30    | 20      |

- a. ^ Jogos da Copa da Áustria, Copa da Alemanha, Copa dos Países Baixos e Copa do Brasil
- b. ^ Jogos da Liga dos Campeões da UEFA, Liga Europa, Copa Sul-Americana e Copa Libertadores da América
- c. ^ Jogos da Supercopa dos Países Baixos

## Títulos
Red Bull Salzburg

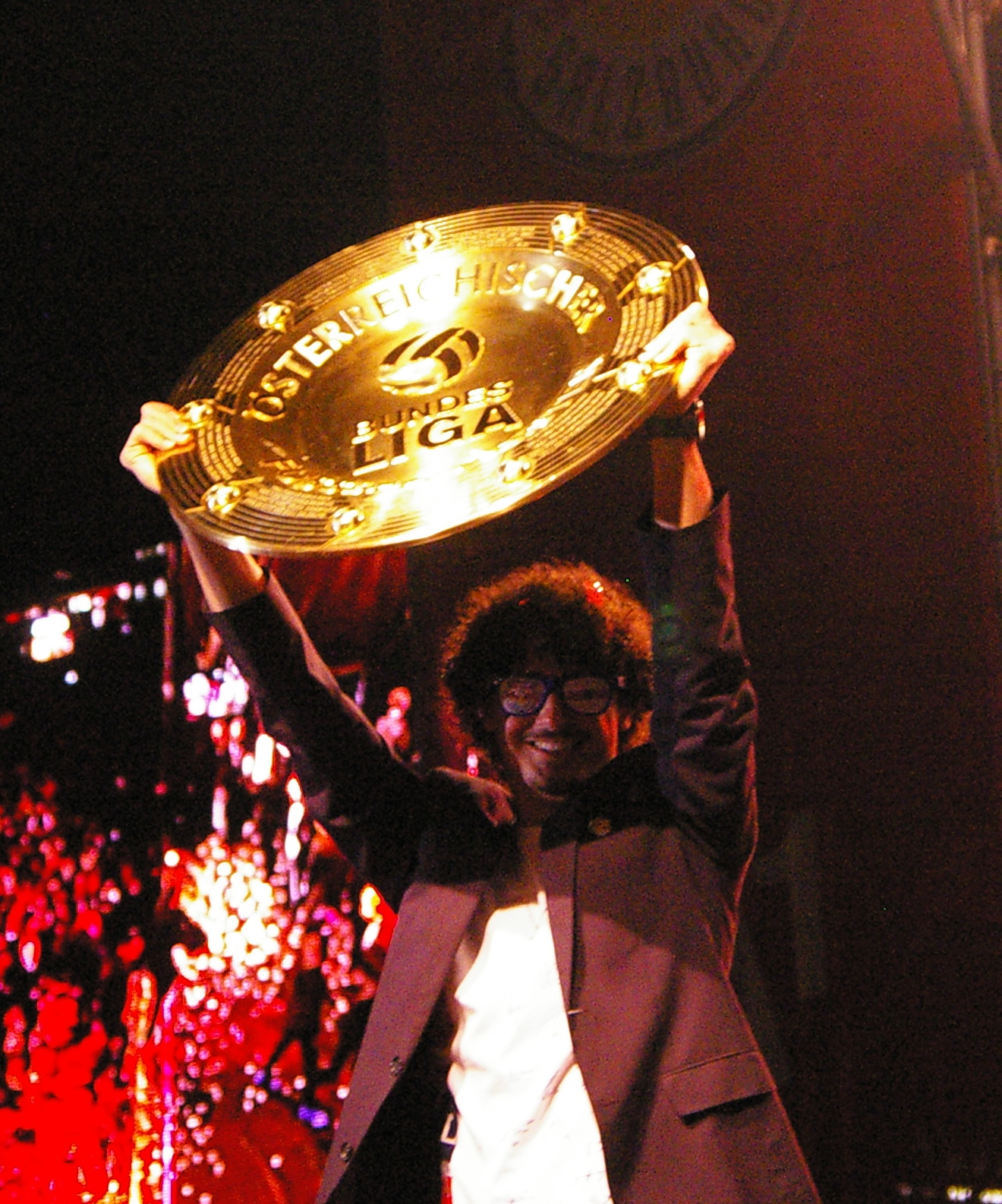
André com o troféu do Campeonato Austríaco em 2014.

- Regionalliga West: 2010–11[carece de fontes?]
- Campeonato Austríaco: 2013–14, 2014–15, 2018–19, 2019–20, 2020–21[carece de fontes?]
- Copa da Áustria: 2013–14, 2019–20[carece de fontes?]

Liefering
- Regionalliga West: 2012–13[carece de fontes?]

PSV Eindhoven
- Supercopa dos Países Baixos: 2021, 2022, 2023[carece de fontes?]
- Copa dos Países Baixos: 2021–22, 2022–23[carece de fontes?]
- Eredivisie: 2023–24[carece de fontes?]

Corinthians
- Campeonato Paulista: 2025[carece de fontes?]

## Prêmios individuais
- Seleção da Copa do Brasil: 2024[39]

## Links externos
- André Ramalho (em português) em Sofascore
- André Ramalho (em português) em Soccerway